# Список синглов № 1 в США в 2016 году (Billboard)

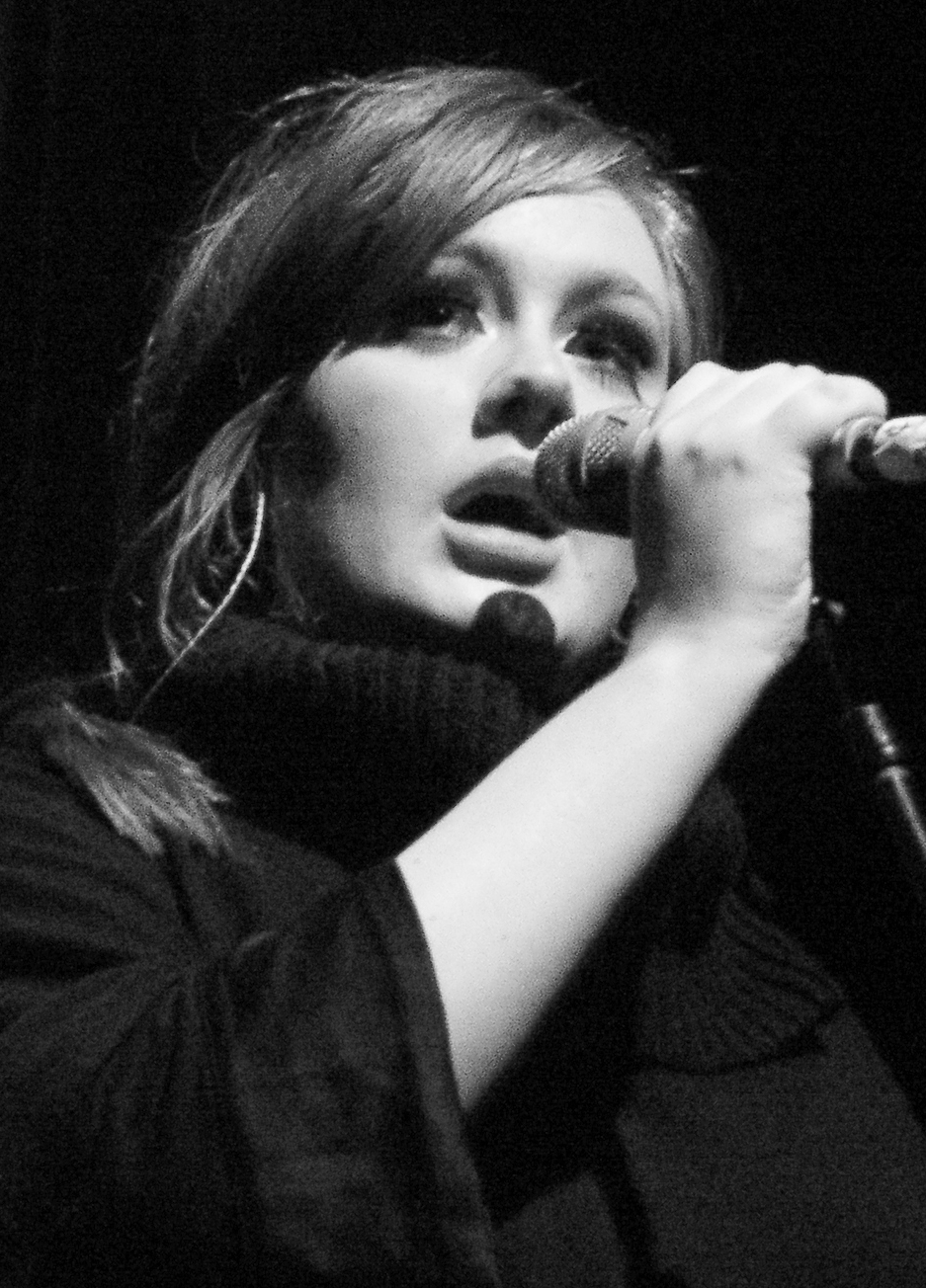
Адель с синглом «Hello» после 7 недель лидерства в 2015 году продолжила возглавлять чарт и в 2016 году (в сумме 10 недель).

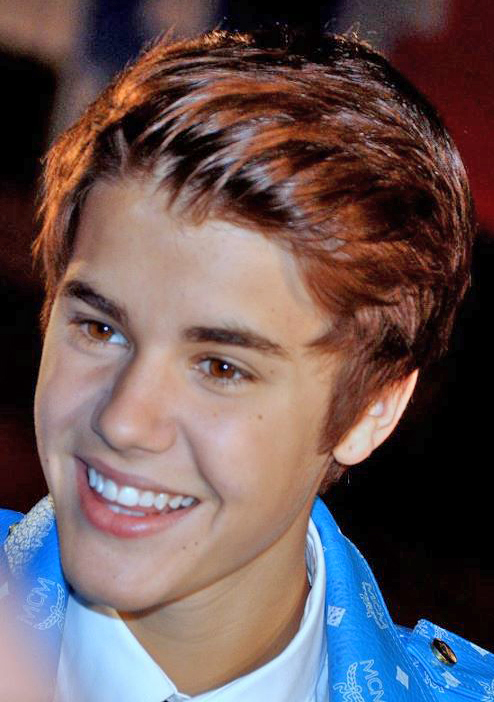
Джастин Бибер лидировал дважды в году с синглами «Sorry» и «Love Yourself».

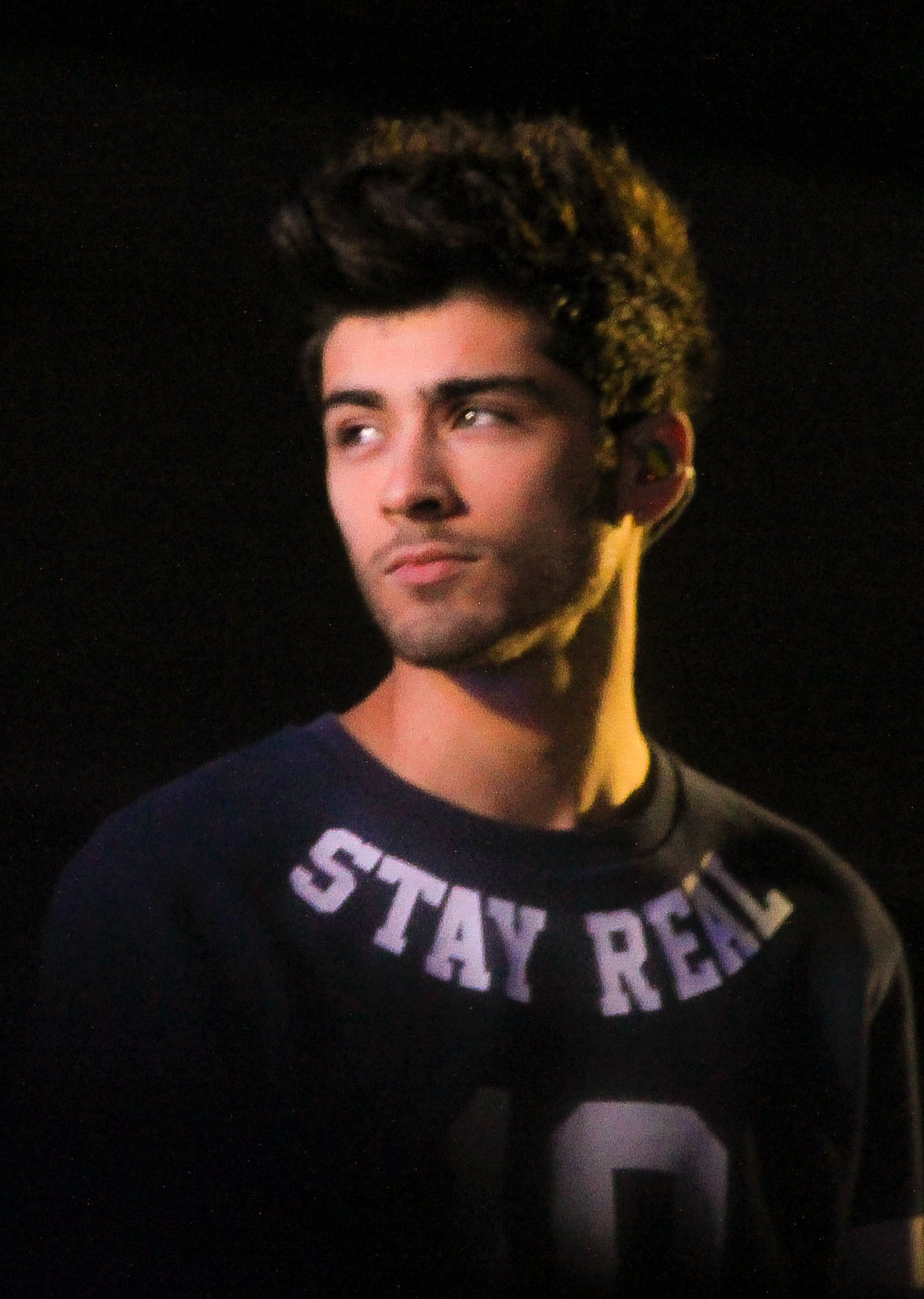
Зейн Малик лидировал с синглом «Pillowtalk».

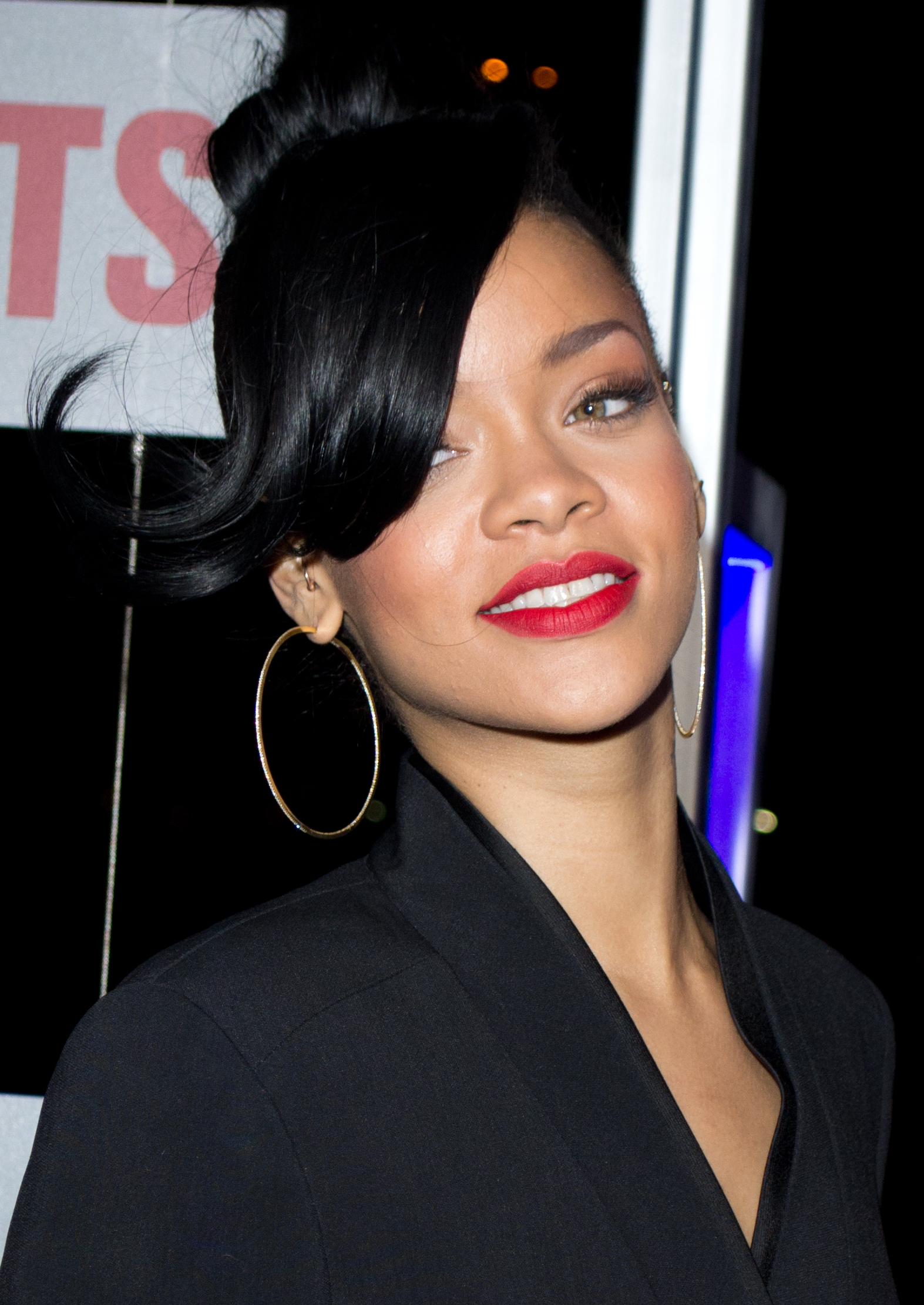
Рианна была на первом месте с синглом «Work».

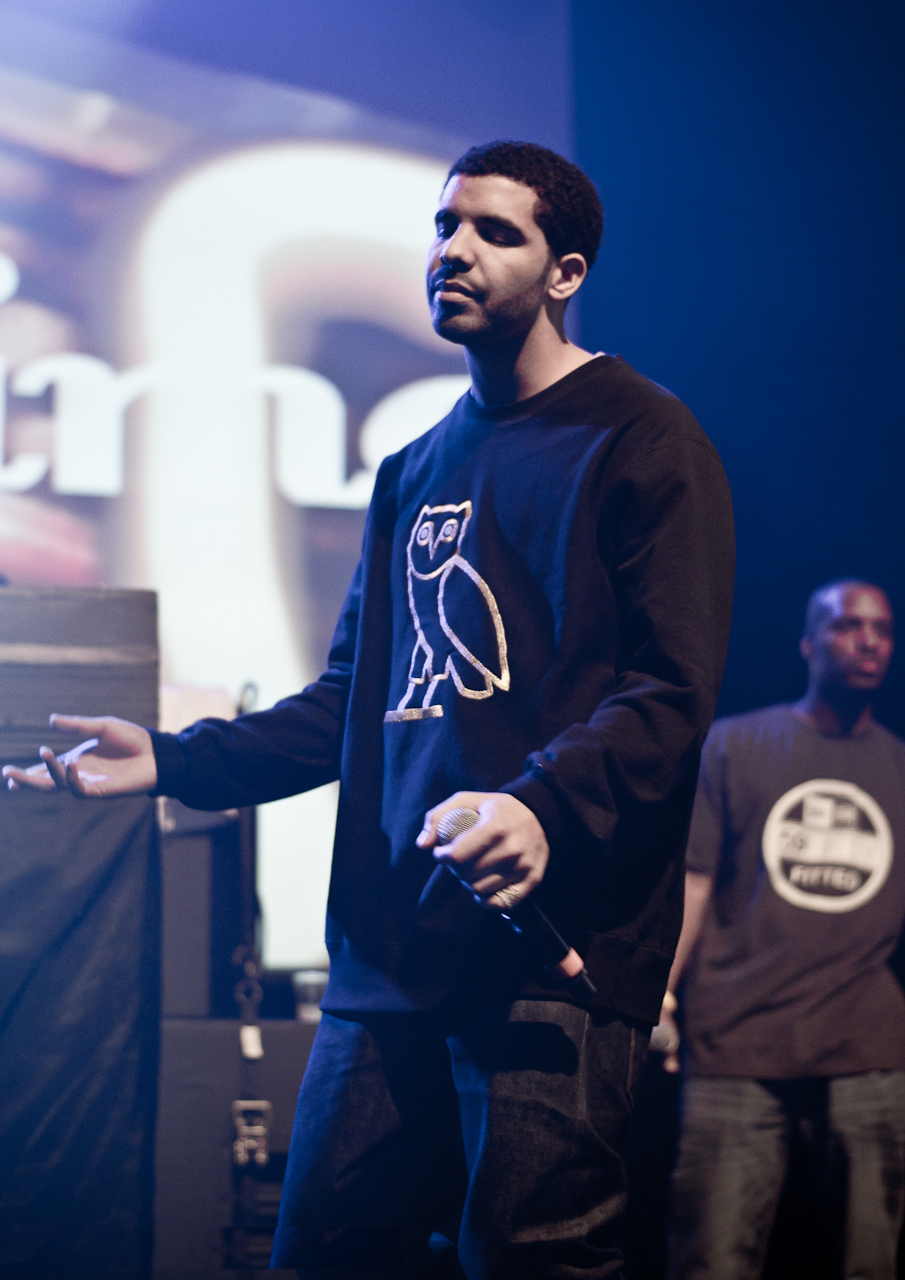
Дрейк лидировал с синглом «One Dance».

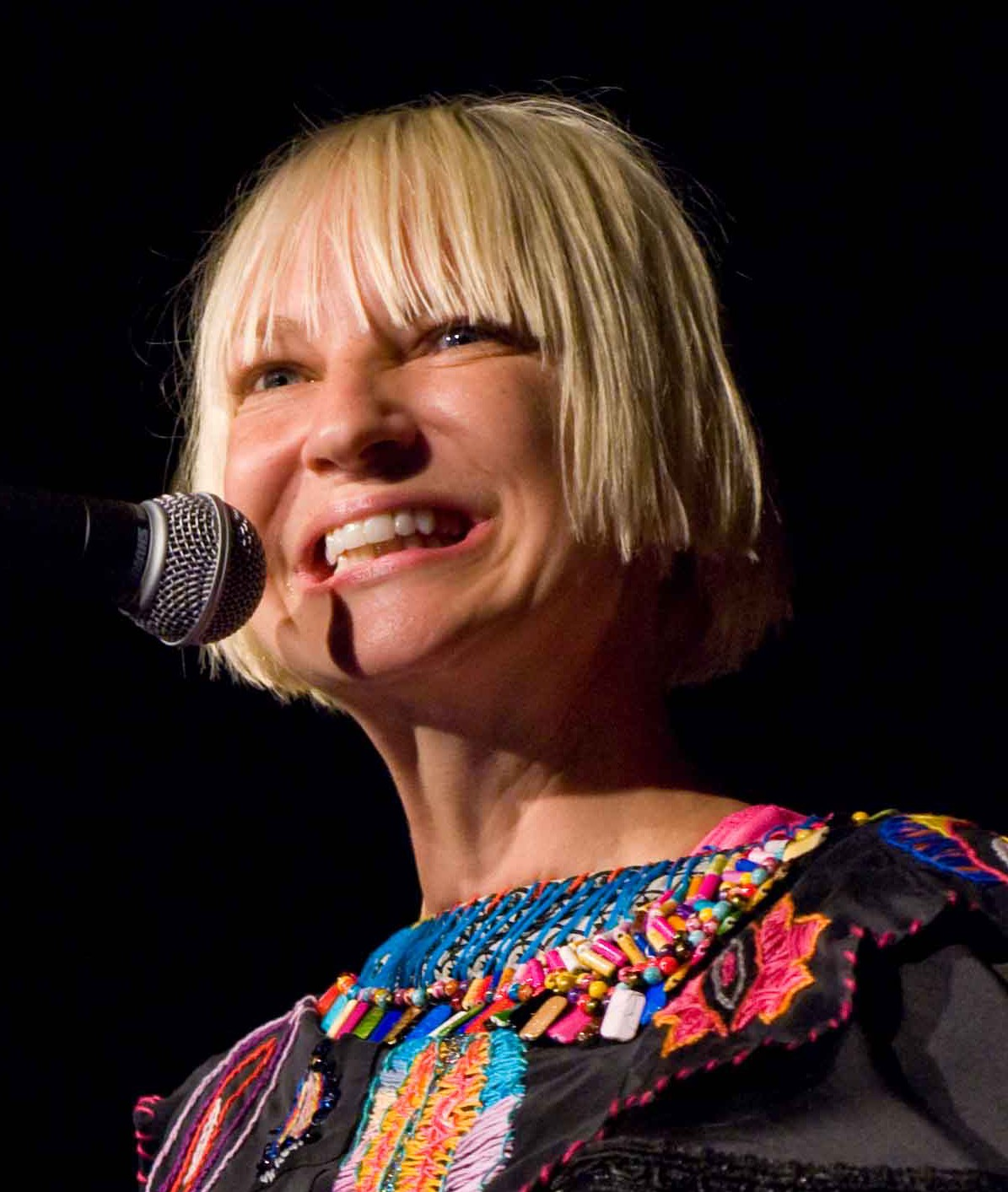
Сия была на первом месте с синглом «Cheap Thrills».

Список синглов № 1 в США в 2016 году включает синглы, возглавлявшие главный хит-парад Северной Америки по итогам каждой из недель 2016 года (данные становятся известны заранее, так как публикуются более чем за неделю до официальной публикации в журнале). В нём учитываются наиболее продаваемые синглы (песни) исполнителей США, как на физических носителях (лазерные диски, грампластинки, кассеты), так и в цифровом формате (mp3, просмотр видео, радиоэфиры, стриминг и другие). Составляется редакцией старейшего музыкального журнала США Billboard и поэтому называется Billboard Hot 100 («Горячая Сотня» журнала Billboard).

## Общие сведения
- 2 января (данные на веб-сайте журнала публикуются заранее) хит-парад снова возглавила песня «Hello» британской певицы Адели, 8-ю неделю подряд. Тем самым она превысила показатель прошлого рекордсмена певицы — сингла «Rolling in the Deep», который пробыл 7 недель на позиции № 1 в 2011 году. Благодаря этим двум хитам («Deep» и «Hello») Адель стала первым британским сольным исполнителем, имеющим две песни с не менее чем 7 неделями во главе американского хит-парада. Ранее это достижение среди британцев имела только знаменитая четвёрка The Beatles с их хитами «I Want to Hold Your Hand» (7 недель № 1 в 1964 году) и «Hey Jude» (9 недель; 1968). Одновременно сингл «Hello» уже 6-ю неделю возглавлял чарт Radio Songs, а ранее пробыл 7 недель № 1 в Streaming Songs и 5 недель № 1 в Digital Songs[3].
- 9 и 16 января «Hello» возглавлял чарт 9-ю и 10-ю неделю подряд (а также 7 недель № 1 в Digital Songs и 8 недель № 1 в Radio Songs, а позднее и 11 недель)[4][5].
- 23 января хит-парад впервые возглавил сингл «Sorry» канадского певца Джастина Бибера. Причём, произошло это после 8 недель его нахождения на позиции № 2 (дебютировал он там 14 ноября вместе с «Hello» на первом месте): этот рекордный показатель ранее принадлежал песни «The Way You Move» (OutKast при участии Sleepy Brown; 8 недель № 2 в 2003—2004). «Sorry» это 2-й чарттопер Бибера подряд после «What Do You Mean?», который был № 1 в сентябре 2015 года. «Sorry» стал 1049-м хитом № 1 за всю 57-летнюю историю американского хит-парада Hot 100. Одновременно он возглавляет чарты Streaming Songs (4 недели № 1), On-Demand Songs (8 недель № 1), Rhythmic Songs. Другая песня Бибера «Love Yourself» возглавила чарт Digital Songs[6].
- 13 февраля Джастин Бибер сменил на первом месте самого себя: вместо «Sorry» на вершину взошёл хит «Love Yourself». Это лишь 12-й исполнитель с таким достижением за все 57 лет чарта Hot 100 и второй за 4 месяца, так как недавно то же самое сделал другой канадец The Weeknd («The Hills» сменил «Can’t Feel My Face» 3 октября 2015 года). Ранее сходное достижение имела певица Taylor Swift (первая среди женщин), когда её хит «Blank Space» сменил «Shake It Off» 29 ноября 2014 года. А первыми в истории были в 1964 году британцы Beatles (с тремя подряд самосменяющимися хитами на № 1: «I Want to Hold Your Hand», «She Loves You» и «Can't Buy Me Love»); Boyz II Men (1994); Puff Daddy (1997); Ja Rule (2002); Nelly (2002); OutKast (2004); Usher (2004); T.I. (2008) и Black Eyed Peas (2009). Но Puff Daddy и Ja Rule попали в этот почётный список каждый благодаря соучастию в других хитах. «Love Yourself» это 1050-й хит № 1 в Hot 100 и 3-й для Бибера после «Sorry» и «What Do You Mean?» (который провёл 21 неделю в top 10) и все с альбома Purpose. Это сделало Бибера первым исполнителем с тремя чарттопперами с одного диска впервые после Тейлор Свифт («Shake», «Space» и «Bad Blood» с альбома 1989, в 2014-15) и первым мужчиной с таким достижением впервые после другого Джастина: Justin Timberlake с альбома FutureSex/LoveSounds в 2006-07: «SexyBack», «My Love» и «What Goes Around…Comes Around»[7].
- 20 февраля на первом месте хит-парада дебютировал хит «Pillowtalk» британского певца Зейна (экс-One Direction), став 25-м хитом сразу дебютировавшим на вершине чарта и первым певцом из Великобритании сразу дебютировавшим на № 1 в США со своим дебютным синглом (Hot 100), первым дебютантом среди всех на вершине впервые после Baauer's «Harlem Shake» (2 марта 2013), и в сумме третьим британцем сразу попавшим на вершину (после Adele «Hello» в 2015 и Elton John's «Candle in the Wind 1997»/«Something About the Way You Look Tonight» в 1997). «Pillowtalk» превзошёл все прошлые успехи синглов группы One Direction (их наивысшим достижением было второе место хита «Best Song Ever» в 2013). При этом сам Zayn повторил 45-летней давности рекорд, став первым членом своей группы достигшим первого места американского чарта Hot 100 своим дебютным синглом, впервые после сходного достижения экс-Битла George Harrison, который с хитом «My Sweet Lord»/«Isn't It a Pity» был 4 недели № 1 в 1970 году. Среди других членов своих групп, достигших первого места, но не с дебютным синглом, такие исполнители, как Bobby Brown (отдельно от New Edition), Michael Jackson (Jackson 5), Ricky Martin (Menudo), Donny Osmond (the Osmonds), Justin Timberlake (*NSYNC) и три других члена Beatles: John Lennon, Paul McCartney и Ringo Starr[8].
- 5 марта хит-парад впервые возглавил сингл «Work» американской певицы Рианны (в 14-й раз в её карьере) при участии Дрейка (в 2-й раз в его карьере). Рианна по числу хитов № 1 (14) уступает в США только The Beatles (20) и Mariah Carey (18) и опережает Michael Jackson (13) и Madonna (12). В чарте Hot R&B/Hip-Hop Songs песня также стала № 1 (в 5-й раз в карьере певицы и в 14-й раз в карьере певца)[9]. Он стал 50-м хитом Рианны в Hot 100 и её 27-и хитом в Top-10 (15- для Дрейка). В результате Рианна сравнялась по числу Top-10-хитов с такими певцами и певицами как Mariah Carey, Janet Jackson и Elton John, деля с ними 5-е место[10]. Рианна набрала 27 хитов в десятке Hot 100 за 10 лет и 8 месяцев (от «Pon de Replay» до «Work»), то есть быстрее, чем кто-либо из сольных исполнителей до неё[11]. Также «Work» стал её 20-м хитов в Top-5 (Hot 100), что является 5-м показателем в истории наравне с такими звёздами Michael Jackson и Stevie Wonder[12]. Хит Рианны стал 9-м чарттоппером в Hot 100 от не родившегося в США исполнителя (Рианна родилась на Барбадосе, а Дрейк в Канаде), а первые три недели её лидерства стали 33-й, 34-й и 35-й неделями лидерства неамериканских (не из США) исполнителей в Hot 100. Кроме того, Рианна стала первой в истории исполнительницей, возглавлявшей Hot 100 с хитами из семи подряд студийных альбомов[13].
- 23 апреля сингл «Work» американской певицы Рианны лидировал 8-ю неделю подряд. Тем самым, сама певица достигла второго рекордного показателя в 59 недель на вершине американского чарта (по сумме всех её 14 чарттоппреов), сравнявшись с легендарной британской группой The Beatles (59 недель № 1). Большее число недель за всю историю американского хит-парада лидировала только Мэрайя Кери (79 недель её синглы были на позиции № 1). На 4-5-х местах группа Boyz II Men (50 недель) и репер Usher (47 недель)[14].
- 30 апреля 2016 года сингл «Work» американской певицы Рианны лидировал 9-ю неделю подряд (и 11 недель № 1 в Hot R&B/Hip-Hop Songs), достигнув показателя в 60 недель на первом месте по сумме всех её чарттопперов, и обойдя группу The Beatles по этому показателю (59). Одновременно сингл «Love Yourself» пробыл 22 недели в Top-10 Billboard Hot 100, что стало рекордным показателем для всех хитов в истории, дебютировавших сразу в десятке лучших. Ранее сразу 4 сингла имели прежний рекордный показатель в 21 неделю (по числу недель подряд). Это хиты-дебютанты среди лучших десяти синглов: «Sorry» (Justin Bieber, 2015-16), «What Do You Mean?» (Justin Bieber, 2015-16), «Sugar» (Maroon 5 (2015), «Starships», (Ники Минаж, 2012)[15][16][17].
- 7 мая чарт возглавил хит «Panda» группы Desiigner и это первый за более чем полгода лидер, представляющий США (ранее 41 неделю хит-парад возглавляли музыканты, родившиеся в других странах)[18]. 14 мая в чарт посмертно вернулся Принс с несколькими своими хитами, в том числе впервые за 22 года попал в top-10: «Purple Rain» (№ 4, а также № 1 в Digital Songs) и «When Doves Cry» (№ 8); обе песни были на позициях № 2 и № 1 в 1984 году. Последнее попадание в десятку лучших было у Принса с хитом «The Most Beautiful Girl in the World» (№ 3 в апреле 1994. В цифровом чарте Принс поставил рекорд, сразу семь песен в его верхней восьмёрке (top-8), включая № 1 («Purple Rain») и № 2 («When Doves Cry»). Ранее также сразу пять альбомов вошли в верхнюю семёрку (top-7) чарта Billboard 200[19].
- 14 мая чарт продолжал возглавлять хит «Panda» группы Desiigner[19], а певица Бейонсе установила новый рекорд. Одновременно с дебютом её нового альбома Lemonade на первом месте Billboard 200[20], сразу 12 синглов с него вошли в песенный хит-парад Billboard Hot 100. В том числе, четыре попали в двадцатку лучших: № 10 («Formation»), № 11 («Sorry»), № 13 («Hold Up»), № 18 («6 Inch», при участии The Weeknd). Таким образом, она стала первой певицей с таким количеством синглов (12) с одного альбома одновременно дебютировавшим в чарте, побив предыдущий рекорд (11 синглов), установленный 13 ноября 2010 года певицей Тейлор Свифт с альбомом Speak Now. Среди мужчин по этому показателю лидирует Джастин Бибер, когда 5 декабря 2015 года одновременно с дебютом на первом месте Billboard 200 его альбома Purpose сразу 17 песен с этого диска вошли в чарт Hot 100 (на втором и третьем местах рэпер Дрейк (14) и группа Beatles (14 песен в чарте 11 апреля 1964 в разгар битломании)[21]. 2 июля сингл «Panda» лидировал в других чартах: 11-ю неделю № 1 в Hot Rap Songs и 9-ю неделю № 1 в Streaming Songs[22].
- 21 мая чарт возглавил сингл «One Dance» рэпера Дрейк при участии Wizkid и Kyla. Одновременно сразу 20 синглов (включая 18 с нового альбома и 16 дебютов) вошли в песенный хит-парад Billboard Hot 100. В том числе, 11 попали в top-50. 16 дебютов это ещё один рекорд для одного исполнителя в одну неделю (у прошлого рекордсмена Бибера было 13 одновременных дебютов 5 декабря 2015 года). У Дрейка теперь стало 123 хита в Hot 100, больше чем у Элвиса Пресли (108), но меньше чем у лидера по этому показателю музколлектива телесериал Glee (207 кавер-версий различных хитов) и рэпера Lil Wayne (130). Но если Glee и Элвис лидеры-исполнители на всех своих 207 и 108 хитах, то у рэперов всё иначе. Лил Уэйн лидер только на 46 из его всех хитов, попавших Hot 100 (35 % от всех 130), а Дрейк основной исполнитель на 78 хитах (63 %)[23][24].
- 2 июля в 6-ю неделю лидерства в чарте сингла «One Dance» певец Дрейк установил несколько рекордов, так как одновременно и его сольный альбом Views был 7 недель на первом месте альбомного чарта Billboard 200. Дрейк стал первым за полгода исполнителем, которому удалось по 5 недель лидировать одновременно в сингловом Hot 100 и альбомном чарте Billboard 200 (в декабре-январе шесть недель лидировала Адель одновременно с синглом «Hello» и альбомом «25", а всего 10 недель № 1). Из певцов-мужчин большее достижение последний раз было более 10 лет тому назад, когда в 2005 году рэпер 50 Cent лидировал 6 недель одновременно с синглом «Candy Shop» (а всего 9 недель № 1) и альбомом The Massacre (6 недель № 1). Также Дрейк 3-ю неделю возглавлял летний чарт Songs of the Summer, а «One Dance» 7-ю неделю лидировал в Hot R&B/Hip-Hop Songs (позднее 9) и 9-ю неделю лидировал в On-Demand Songs (позднее 11)[22]. 2 июля сингл «Don’t Let Me Down» группы The Chainsmokers 9-ю неделю лидировал (№ 1) в танцевальном чарте Hot Dance/Electronic Songs (23 июня стало 12 недель лидертства)[22].
- 16 июля в 8-ю неделю лидерства в чарте сингла «One Dance» певец Дрейк повторил рекорд, одновременно по 7 недель подряд лидируя сразу в двух главных хит-парадах США: Hot 100 и Billboard 200. Ранее такое достижение среди мужчин-певцов было только у Майкла Джексона (7 недель № 1, 5 марта — 16 апреля 1983 с хитом «Billie Jean» и альбомом Thriller). Последний рекорд среди женщин: 12 недель одновременного лидерства было у Уитни Хьюстон в 1992 (12 декабря)-1993 (27 февраля) с синглом «I Will Always Love You» и его «родительским» саундтреком The Bodyguard. Среди групп 12 недель лидерства подряд и одновременно было в 1964 году (15 февраля — 2 мая) у The Beatles, но с 3 разными синглами и 2 разными альбомами[25].
- 23 июля в 9-ю неделю лидерства в чарте сингла «One Dance» в основном чарте Hot 100 певец Дрейк также 6-ю неделю возглавлял летний чарт Songs of the Summer, а «One Dance» 10-ю неделю лидировал в Hot R&B/Hip-Hop Songs и 12-ю неделю лидировал в On-Demand Songs (это 2-й результат после запуска этого чарта с 2012 года после 13 недель лидерства «Thrift Shop» от Macklemore & Ryan Lewis). Одновременно, бывший лидер чарта «Can't Stop the Feeling!» (Justin Timberlake) находился на позиции № 1 в четырёх чартах: Digital Songs (9 недель № 1), Radio Songs (5 недель), Adult Pop Songs airplay (6 недель) и Adult Contemporary (3 недели). Другой бывший чарттоппер сингл «Panda» группы Desiigner возглавлял чарты Streaming Songs (12 недель) и Hot Rap Songs (14 недель № 1)[26].
- 6 августа чарт возглавил сингл «Cheap Thrills» певицы Сии при участии Шона Пола. Произошло это спустя 23 недели после дебюта на позиции № 81 в Billboard Hot 100[27]. Песня стала для Сии Ферлер её первым чарттоппером в США, а для Шона Пола его четвёртым (после «Baby Boy»-2003, «Get Busy»-2003 и «Temperature»-2006). Благодаря синглу «Cheap Thrills», Сия Ферлер (ей 40 лет и 7 месяцев) стала только пятой в истории женщиной в возрасте старше 40 лет, возглавлявшей Hot 100, после Тины Тёрнер (в возрасте 44 в 1984; «What's Love Got to Do with It»), Бетт Мидлер (43; 1989, «Wind Beneath My Wings»),, Шер (в возрасте 52, «Believe»1999) и Мадонны (42, 2000, «Music»). Если не считать полноправный дуэт Aretha Franklin (в 45 лет, вместе с George Michael, «I Knew You Were Waiting For Me», 1987)[27]. В то же время Сиа первая певица в таком возрасте после Мидлер, кто впервые на позиции № 1, а её дуэт с Шоном Полом, первая разнополая поющая пара, в которой обоим за 40 и они на вершине чарта после дуэта Билла Медли (47) и Дженнифер Уорнс (40) (1987, «(I’ve Had) The Time of My Life»), ...и первый дуэт или трио (где всем за 40), впервые после «All For Love» (1994), где пели Rod Stewart (тогда ему было 49), Sting (42) и Bryan Adams (36)… Первым же был в 1964 году Луи Армстронг, в 62 года с песней «Hello Dolly» на позиции № 1 в США[28]. «Cheap Thrills» 4 недели возглавлял чарт[29].
- 3 сентября чарт возглавил сингл «Closer» в исполнении The Chainsmokers при участии Холзи[30]. К 22 октября он 8 недель был на вершине хит-парада США и 2 недели одновременно возглавляя все основные компоненты чарта Hot 100 (цифровой Digital Song Sales, потоковый Streaming Songs, радиоэфирный Radio Songs), а также и аудиоподписной чарт On-Demand Songs. Это произошло впервые после такой же мультичарттопперовой песни «Uptown Funk!" (Mark Ronson + Бруно Марс), лидировавшей 8 недель в этих чартах в феврале — апреле 2015 года. «Closer» дополнительно возглавлял чарты Billboard’s Hot Dance/Electronic Songs (8 недель) и радиоэфирный Pop Songs (3 недели)[31]. К 29 октября он 9 недель был на вершине хит-парада США Hot 100 и 3 недели одновременно возглавляя все основные компоненты чарта Hot 100, и 10 недель возглавляя On-Demand Songs. Среди дуэтов 9 и более недель на вершине Hot 100 были OutKast («Hey Ya!», 2003-04); Los Del Rio («Macarena (Bayside Boys Mix)», 14 недель № 1 в 1996 году). (здесь не учтены пары певцов не записывавшихся регулярно вместе, например, дуэт певиц Brandy + Monica, чей хит «The Boy Is Mine» лидировал 13 недель в 1998 году, или дуэт Diana Ross + Lionel Richie, чей хит «Endless Love» лидировал 9 недель в 1981 году)[32]. К 19 ноября «Closer» 12 недель был на вершине хит-парада США Hot 100 (став 17-м хитом из 1057 всех чарттопперов за все 58 лет истории хит-парада, пробывшим на вершине не менее 12 недель), а также 13 недель возглавляя цифровой Digital Song Sales, 12 недель возглавляя потоковый Streaming Songs и 6 недель № 1 в радиоэфирный Radio Songs (позднее продлив лидерство до 9 недель); а также 6 недель одновременно возглавляя все основные компоненты чарта Hot 100 (Digital Song Sales, Streaming Songs and Radio Songs), и дополнительно возглавлял чарты Billboard’s Hot Dance/Electronic Songs (12 недель; позднее продлив лидерство до 16 недель) и Pop Songs (11 недель)[33][34][35].
- 26 ноября чарт возглавил сингл «Black Beatles» темнокожих исполнителей Rae Sremmurd и Gucci Mane. Благодаря такому названию легендарная британская группа «Beatles» (у которых было на позиции № 1 в Hot 100 рекордные 20 хитов в 1964-70 годах, от «I Want to Hold Your Hand» до «The Long and Winding Road») стала первым в истории исполнителем, у которых и они сами и название их группы побывали на первом месте американского чарта. Почётного упоминания здесь заслуживает и группа The Rolling Stones (у которой было 8 чарттопперов в США), так как имя их фронтмена Мика Джаггера прозвучало на первом месте чарта благодаря хиту «Moves Like Jagger» в исполнении группы Maroon 5 (при участии Кристины Агилеры)[36].

## Список синглов № 1
| Дата        | Песня                     | Исполнитель                         | Ссылка |
| ----------- | ------------------------- | ----------------------------------- | ------ |
| 2 января    | «Hello»                   | Адель                               | [ 3 ]  |
| 9 января    | «Hello»                   | Адель                               | [ 37 ] |
| 16 января   | «Hello»                   | Адель                               | [ 4 ]  |
| 23 января   | «Sorry»                   | Джастин Бибер                       | [ 6 ]  |
| 30 января   | «Sorry»                   | Джастин Бибер                       | [ 38 ] |
| 6 февраля   | «Sorry»                   | Джастин Бибер                       | [ 5 ]  |
| 13 февраля  | «Love Yourself»           | Джастин Бибер                       | [ 7 ]  |
| 20 февраля  | «Pillowtalk»              | Зейн                                | [ 8 ]  |
| 27 февраля  | «Love Yourself»           | Джастин Бибер                       | [ 12 ] |
| 5 марта     | «Work»                    | Рианна при участии Дрейка           | [ 9 ]  |
| 12 марта    | «Work»                    | Рианна при участии Дрейка           | [ 39 ] |
| 19 марта    | «Work»                    | Рианна при участии Дрейка           | [ 13 ] |
| 26 марта    | «Work»                    | Рианна при участии Дрейка           | [ 40 ] |
| 2 апреля    | «Work»                    | Рианна при участии Дрейка           | [ 15 ] |
| 9 апреля    | «Work»                    | Рианна при участии Дрейка           | [ 16 ] |
| 16 апреля   | «Work»                    | Рианна при участии Дрейка           | [ 41 ] |
| 23 апреля   | «Work»                    | Рианна при участии Дрейка           | [ 14 ] |
| 30 апреля   | «Work»                    | Рианна при участии Дрейка           | [ 17 ] |
| 7 мая       | «Panda»                   | Desiigner                           | [ 18 ] |
| 14 мая      | «Panda»                   | Desiigner                           | [ 19 ] |
| 21 мая      | «One Dance»               | Дрейк при участии Wizkid и Kyla     | [ 23 ] |
| 28 мая      | «Can’t Stop the Feeling!» | Джастин Тимберлейк                  | [ 42 ] |
| 4 июня      | «One Dance»               | Дрейк при участии Wizkid и Kyla     | [ 43 ] |
| 11 июня     | «One Dance»               | Дрейк при участии Wizkid и Kyla     | [ 44 ] |
| 18 июня     | «One Dance»               | Дрейк при участии Wizkid и Kyla     | [ 45 ] |
| 25 июня     | «One Dance»               | Дрейк при участии Wizkid и Kyla     | [ 46 ] |
| 2 июля      | «One Dance»               | Дрейк при участии Wizkid и Kyla     | [ 22 ] |
| 9 июля      | «One Dance»               | Дрейк при участии Wizkid и Kyla     | [ 47 ] |
| 16 июля     | «One Dance»               | Дрейк при участии Wizkid и Kyla     | [ 25 ] |
| 23 июля     | «One Dance»               | Дрейк при участии Wizkid и Kyla     | [ 26 ] |
| 30 июля     | «One Dance»               | Дрейк при участии Wizkid и Kyla     | [ 48 ] |
| 6 августа   | «Cheap Thrills»           | Сия при участии Шона Пола           | [ 49 ] |
| 13 августа  | «Cheap Thrills»           | Сия при участии Шона Пола           | [ 50 ] |
| 20 августа  | «Cheap Thrills»           | Сия при участии Шона Пола           | [ 51 ] |
| 27 августа  | «Cheap Thrills»           | Сия при участии Шона Пола           | [ 29 ] |
| 3 сентября  | «Closer»                  | The Chainsmokers при участии Холзи  | [ 30 ] |
| 10 сентября | «Closer»                  | The Chainsmokers при участии Холзи  | [ 52 ] |
| 17 сентября | «Closer»                  | The Chainsmokers при участии Холзи  | [ 53 ] |
| 24 сентября | «Closer»                  | The Chainsmokers при участии Холзи  | [ 54 ] |
| 1 октября   | «Closer»                  | The Chainsmokers при участии Холзи  | [ 55 ] |
| 8 октября   | «Closer»                  | The Chainsmokers при участии Холзи  | [ 56 ] |
| 15 октября  | «Closer»                  | The Chainsmokers при участии Холзи  | [ 57 ] |
| 22 октября  | «Closer»                  | The Chainsmokers при участии Холзи  | [ 31 ] |
| 29 октября  | «Closer»                  | The Chainsmokers при участии Холзи  | [ 32 ] |
| 5 ноября    | «Closer»                  | The Chainsmokers при участии Холзи  | [ 58 ] |
| 12 ноября   | «Closer»                  | The Chainsmokers при участии Холзи  | [ 59 ] |
| 19 ноября   | «Closer»                  | The Chainsmokers при участии Холзи  | [ 33 ] |
| 26 ноября   | «Black Beatles»           | Rae Sremmurd при участии Gucci Mane | [ 36 ] |
| 3 декабря   | «Black Beatles»           | Rae Sremmurd при участии Gucci Mane | [ 60 ] |
| 10 декабря  | «Black Beatles»           | Rae Sremmurd при участии Gucci Mane | [ 34 ] |
| 17 декабря  | «Black Beatles»           | Rae Sremmurd при участии Gucci Mane | [ 35 ] |
| 24 декабря  | «Black Beatles»           | Rae Sremmurd при участии Gucci Mane | [ 61 ] |
| 31 декабря  | «Black Beatles»           | Rae Sremmurd при участии Gucci Mane | [ 62 ] |